# Dipartimento di Mvila
Il dipartimento di Mvila è un dipartimento del Camerun nella Regione del Sud.

## Comuni
Il dipartimento è suddiviso in 5 comuni:
- Biwong-Bane
- Ebolowa
- Mengong
- Mvangane
- Ngoulemakong